# Mackinaw
Mackinaw és una població dels Estats Units a l'estat d'Illinois. Segons el cens del 2000 tenia 1.452 habitants.

## Demografia
Segons el cens del 2000, Mackinaw tenia 1.452 habitants, 579 habitatges, i 408 famílies. La densitat de població era de 448,5 habitants/km².
Dels 579 habitatges en un 31,4% hi vivien nens de menys de 18 anys, en un 60,1% hi vivien parelles casades, en un 6,6% dones solteres, i en un 29,5% no eren unitats familiars. En el 26,4% dels habitatges hi vivien persones soles el 14,9% de les quals corresponia a persones de 65 anys o més que vivien soles. El nombre mitjà de persones vivint en cada habitatge era de 2,51 i el nombre mitjà de persones que vivien en cada família era de 3,04.
Per edats la població es repartia de la següent manera: un 26,4% tenia menys de 18 anys, un 7,6% entre 18 i 24, un 28,4% entre 25 i 44, un 21,8% de 45 a 60 i un 15,8% 65 anys o més.
L'edat mediana era de 36 anys. Per cada 100 dones de 18 o més anys hi havia 88,5 homes.
La renda mediana per habitatge era de 40.766 $ i la renda mediana per família de 49.750 $. Els homes tenien una renda mediana de 37.112 $ mentre que les dones 20.648 $. La renda per capita de la població era de 19.279 $. Aproximadament l'1,2% de les famílies i el 3,1% de la població estaven per davall del llindar de pobresa.

## Poblacions més properes
El següent diagrama mostra les poblacions més properes.